# 中村航 (ラグビー選手)
中村 航（なかむら こう、1970年6月16日 - ）は、日本の整体師、元ラグビー選手。旧名『井沢航』。

## プロフィール
- 神奈川県出身。
- 現役時代のポジションはフランカー(FL)。
- 日本代表通算キャップ数は17でラグビーワールドカップ1991・ラグビーワールドカップ1995の日本代表に選ばれた[2]。

## 略歴
相模台工業高校、リコー、大東文化大学、東京ガスを経て、1998年、三洋電機(現・埼玉パナソニックワイルドナイツ)に加入。なお大東文化大学時代、主将を務めた。
1995年2月11日に行われたトンガ戦で日本代表初キャップを獲得した。
現役を引退後、2008年、あさか整骨院開業。